# Chlosyne beckeri
Chlosyne beckeri är en fjärilsart som beskrevs av Frederick DuCane Godman och Osbert Salvin 1901. Chlosyne beckeri ingår i släktet Chlosyne och familjen praktfjärilar. Inga underarter finns listade i Catalogue of Life.